# Frank Gorenc

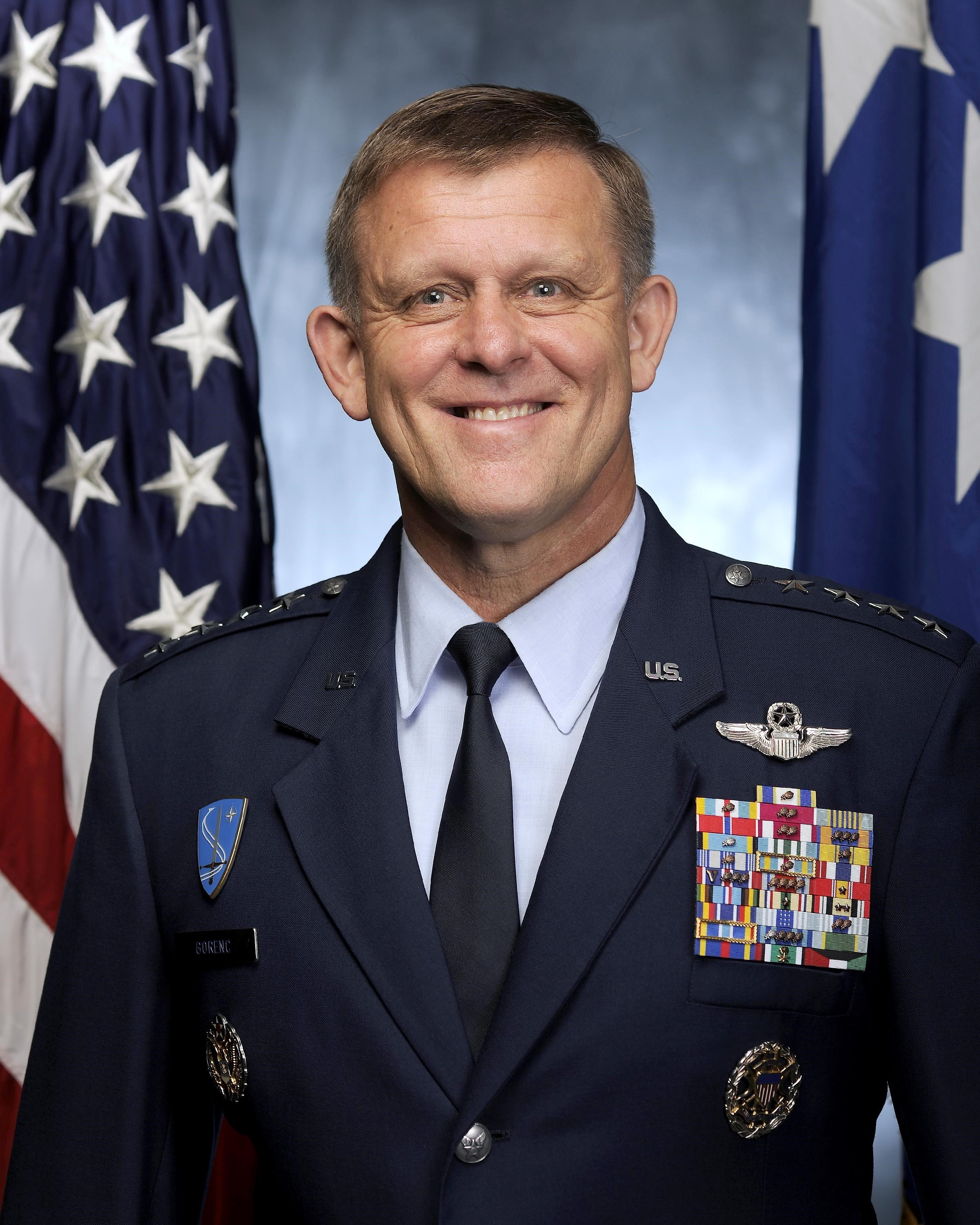
Frank Gorenc (2013)

Frank Gorenc (* 14. Oktober 1957 in Ljubljana, Jugoslawien, heute Slowenien) ist ein General der United States Air Force (USAF) und seit dem 2. August 2013 Befehlshaber der US Air Forces in Europe (USAFE), der US Air Forces Africa (AFAFRICA) und des Allied Air Command Ramstein (AIR-COM Ramstein) sowie Direktor des Joint Air Power Competence Centre (JAPCC).

## Ausbildung und Karriere
Gorencs Eltern immigrierten 1962 in die Vereinigten Staaten, wo Gorenc nach der High School die United States Air Force Academy in Colorado besuchte und 1979 mit einem Bachelor of Science in Bauingenieurwesen abschloss. Anschließend absolvierte er eine eineinhalbjährige fliegerische Grundausbildung auf dem Luftwaffenstützpunkt Vance, Oklahoma, bevor er bis Dezember 1984 ebendort zunächst als Fluglehrer für den Überschalljet T-38A tätig war.
Zwischen 1984 und 1988 war Gorenc als Schwarmführer der 525. taktischen Jagdstaffel auf der Spangdahlem Air Base in Bitburg stationiert, von 1988 an in verschiedenen Positionen auf dem Luftwaffenstützpunkt in Langley, Virginia, wo er bis 1994 in wechselnden Dienststellungen blieb. In den nächsten Jahren folgten unterschiedliche Verwendungen auch im Ausland, etwa als Kommodore eines Geschwaders in Kadena, Japan, und als Adjutant des Befehlshabers der US-Streitkräfte in Europa in Stuttgart.
Während seiner Laufbahn kam Gorenc bislang auf über 4500 Flugstunden auf den Flugzeug- und Hubschraubermustern T-38A, F-15C, UH-1N und C-21, außerdem der unbemannten Drohne MQ-1B.

### Dienst im Generalsrang
Von Juni 2005 bis Juli 2006 diente Gorenc als Kommodore des 332. Lufteinsatzgeschwaders auf dem Luftwaffenstützpunkt (Joint Base Balad) in Balad, Irak, und wurde in dieser Dienststellung am 1. Oktober 2005 zum Brigadegeneral befördert. Im August 2006 wurde er als Direktor der Abteilung für Einsatzplanung und streitkräftegemeinsame Angelegenheiten, Stellvertretender Chef des Stabes für Einsatz, Planung und Bedarfsfeststellung zurück in die Vereinigten Staaten ins Hauptquartier der US Air Force nach Washington, D.C., versetzt, im Juni 2007 dann als Befehlshaber Air Force District Washington auf die Andrews Air Base nach Maryland, ab 1. Februar 2008 im Range eines Generalmajors. Ab August 2008 diente er wiederum in Langley als Direktor für Luft- und Raumfahrteinsätze, von August 2009 an unter Beförderung zum Generalleutnant als Kommandeur der 3. US-Luftflotte im rheinland-pfälzischen Ramstein.
Am 4. Juni 2013 nominierte US-Präsident Barack Obama Gorenc für die Nachfolge von Philip M. Breedlove als Befehlshaber der US Air Forces in Europe, der US Air Forces Africa und des Allied Air Command Ramstein sowie als Direktor des Joint Air Power Competence Centre; die Dienststellung war vakant, seit Breedlove im Mai die Führung des US European Command (USEUCOM) übernommen hatte. Gorenc trat das Kommando schließlich am 2. August an, seine Beförderung zum General erfolgte am selben Tag.

## Auszeichnungen
Auswahl der Dekorationen, sortiert in Anlehnung an die Order of Precedence of Military Awards:
- Air Force Distinguished Service Medal mit Eichenlaub
- Defense Superior Service Medal mit Eichenlaub
- Legion of Merit mit zweifachem Eichenlaub
- Airman’s Medal
- Bronze Star
- Meritorious Service Medal mit zweifachem Eichenlaub
- Air Medal mit dreifachem Eichenlaub
- Aerial Achievement Medal mit Eichenlaub
- Joint Service Commendation Medal
- Air Force Commendation Medal mit Eichenlaub
- Air Force Achievement Medal mit Eichenlaub
- National Defense Service Medal mit einem Stern
- Southwest Asia Service Medal mit einem Stern
- Iraq Campaign Medal mit zwei Sternen
- Global War on Terrorism Service Medal

## Beförderungen
| Rang               | Datum             |
| ------------------ | ----------------- |
| Second Lieutenant  | 30. Mai 1979      |
| First Lieutenant   | 30. Mai 1981      |
| Captain            | 30. Mai 1983      |
| Major              | 1. Juni 1990      |
| Lieutenant Colonel | 1. März 1994      |
| Colonel            | 1. September 1998 |
| Brigadier General  | 1. Oktober 2005   |
| Major General      | 1. Februar 2008   |
| Lieutenant General | 24. August 2009   |
| General            | 2. August 2013    |